# Eurema brigitta
Espèce
Statut de conservation UICN

 LC  : Préoccupation mineure
Eurema brigitta ou Bordure noire de Cramer est un insecte lépidoptère de la famille des Pieridae, de la sous-famille des Coliadinae et du genre Eurema.

## Dénomination
Eurema brigitta a été nommé par Caspar Stoll en  1780.
Synonymes : Papilio brigitta (Stoll, 1780), Maiva sulphurea Grose-Smith et Kirby, 1893; Eurema libythea.

### Noms vernaculaires
Ce papillon se nomme en anglais Small Grass Yellow ou No band Grass Yellow,.

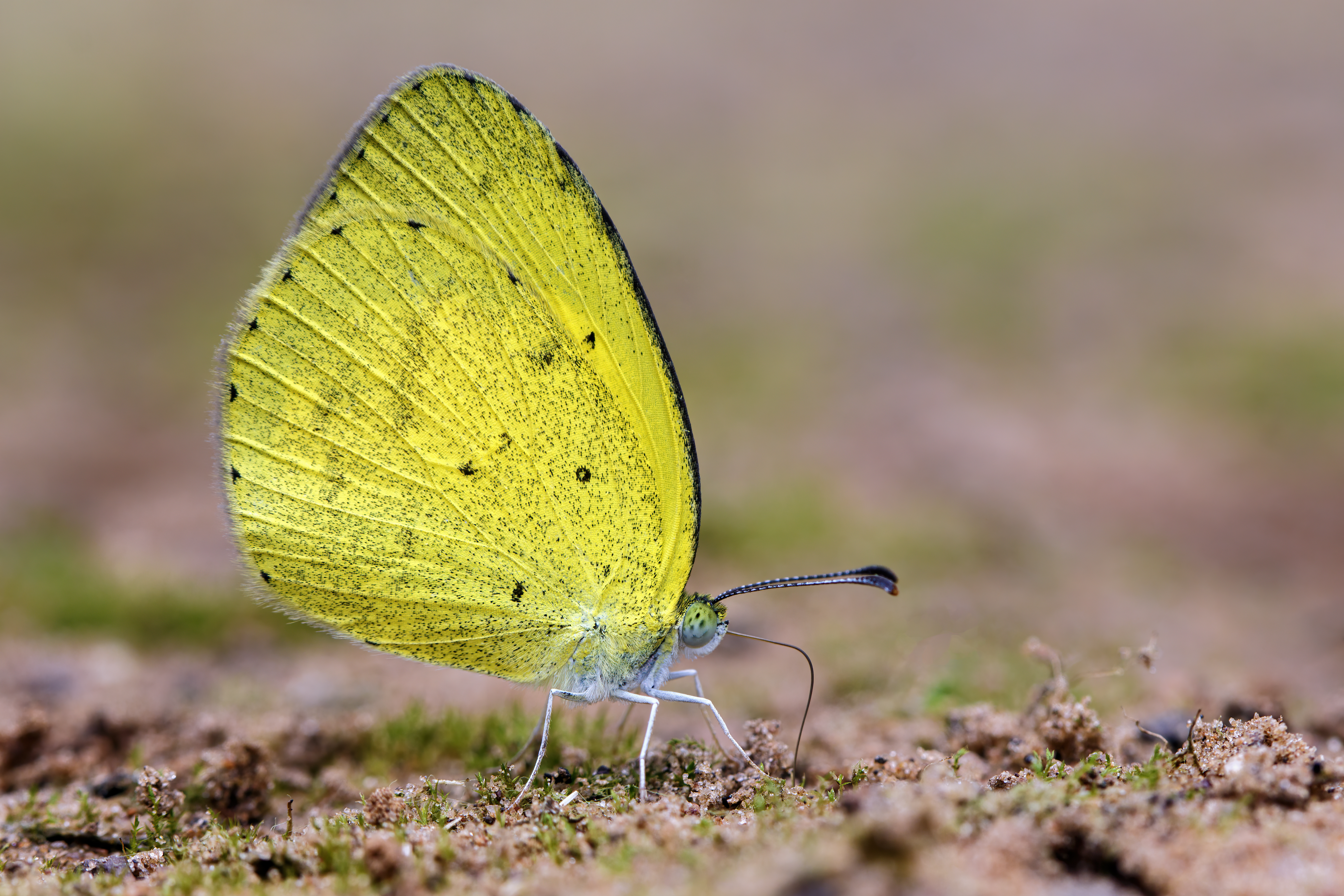
revers

### Sous-espèces
- Eurema brigitta brigitta en Afrique tropicale.
- Eurema brigitta australis (Wallace, 1867) en Australie, Nouvelle-Guinée et Papouasie.
- Eurema brigitta drona (Horsfield, 1829) à Sumatra et Java.
- Eurema brigitta formosana (Matsumura, 1919) à Taïwan.
- Eurema brigitta fruhstorferi (Moore, 1906) dans l'est de l'Indochine.
- Eurema brigitta hainana (Moore, 1878)
- Eurema brigitta ina (Eliot, 1956) dans le sud de Sulawesi.
- Eurema brigitta pulchella (Boisduval, 1833) à Madagascar, La Réunion, l'ile Maurice, les Comores, et Aldabra.
- Eurema brigitta rubella (Wallace, 1867) à Ceylan, en Inde, en  Birmanie dans le sud de la Chine et à Nicobar.
- Eurema brigitta senna (C. et R. Felder, 1865) en Malaisie et à Singapour
- Eurema brigitta  yunnana (Mell)[2].

## Description
C'est une petite espèce de 4 à 5 cm d'envergure. Le mâle et la femelle sont d'une couleur jaune plus ou moins intense sur les deux faces avec une bordure épaisse marron foncé à noir sur le dessus assez large à l'apex des antérieures. Il existe un dimorphisme sexuel, cette bordure est plus étroite, surtout aux postérieures chez la femelle.
Le dessous est jaune avec de petits points marron chez la femelle. Le mâle présente un dimorphisme lié à la saison, il est jaune uni durant la saison humide et jaune avec quelques points marron durant la saison sèche.

### Chenille
La chenille est verte ornée de bandes vert foncé et d'une ligne jaune pâle.

## Biologie
Il vole toute l'année.

### Plantes hôtes
Ses plantes hôtes sont Cassia mimosoides, Chamaecrista nomame, Neptunia dimorphanthaet et Hypericum aethiopicum,.

## Écologie et distribution

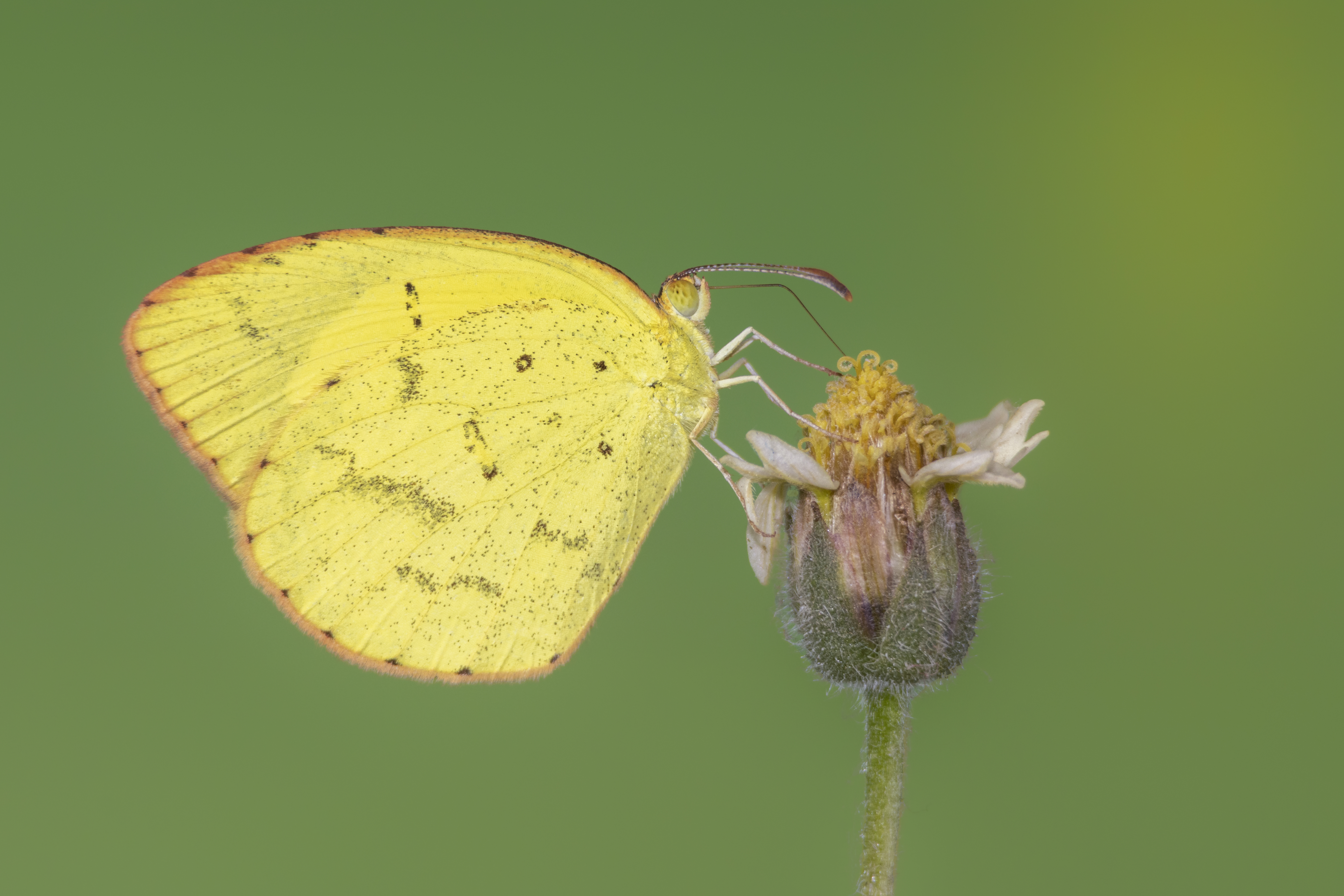
Eurema brigitta rubella

Il est présent dans la moitié sud de l'Afrique, à Madagascar, à l'ile Maurice, dans le sud de l'Asie, en Australie et en Nouvelle-Calédonie.

### Biotope
Il réside dans les plaines, les prairies et les bois.

### Protection
Pas de statut de protection particulier.

### Philatélie
Il figure sur un timbre du Lesotho de 1984.